# Аверкін Орест Миколайович
Орест Миколайович Аверкін (25 лютого 1944, Свердловськ—1 лютого 2011— радянський шахіст; міжнародний майстер (1976), заслужений тренер РРФСР 1978.
За освітою юрист.
Тренер команди-чемпіона Спартакіади 1975 року.
В 60-х роках займався в Ігоря Бондаревського.

## Спортивні досягнення
| Рік  | Назва змагань                       | + | − | =  | Очки | Місце |
| ---- | ----------------------------------- | - | - | -- | ---- | ----- |
| 1969 | Москва, 37-й чемпіонат СРСР з шахів | 5 | 4 | 14 | 11½  | 12    |
| 1969 | Всесвітня студентська олімпіада     |   |   |    |      | 1     |
| 1973 | Москва, 41-й чемпіонат СРСР з шахів | 1 | 4 | 12 | 7    | 15-16 |
| 1973 | Дубна, Міжнародній турнір           |   |   |    |      | 7-8   |
| 1974 | Варна, Міжнародний турнір           |   |   |    |      | 3     |
| 1976 | Дубна, Міжнародний турнір           |   |   |    |      | 8-9   |